# 塔韦尔奈
塔韦尔奈（法語：Tavernay，法語發音：[tavɛʁnɛ]）是法国索恩-卢瓦尔省的一个市镇，属于欧坦区。

## 地理
塔韦尔奈（47°0'51"N, 4°14'4"E）面积25.56 平方千米，位于法国勃艮第-弗朗什-孔泰大區索恩-卢瓦尔省，该省份为法国中部省份，北起顺时针与科多尔省、汝拉省、安省、罗讷省、卢瓦尔省、阿列省和涅夫勒省接壤。
与塔韦尔奈接壤的市镇（或旧市镇、城区）包括：索芒、歐坦、蒙特隆、圣福尔若。

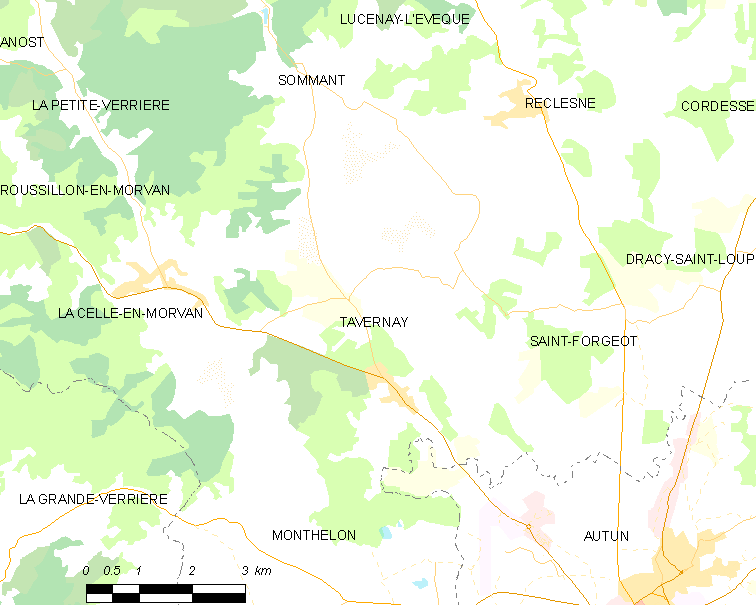
塔韦尔奈的OSM定位图

塔韦尔奈的时区为UTC+01:00、UTC+02:00（夏令时）。

## 行政
塔韦尔奈的邮政编码为71400，INSEE市镇编码为71535。

## 政治
塔韦尔奈所属的省级选区为欧坦第一县。

## 人口

1962-2008年间塔韦尔奈人口变化图示

塔韦尔奈于2022年1月1日时的人口数量为503人。